# I Like (bài hát của Pitbull)
"I Like", hoặc "I Like: The Remix", là một ca khúc của nam ca sĩ nhạc rap người Mỹ Pitbull hợp tác với Enrique Iglesias và Afrojack. Đây là bản phối khí cho đĩa đơn "I Like How It Feels" của Iglesias. Ca khúc này cũng được chọn làm ca khúc chủ đề cho cuộc thi hoa hậu Mỹ Miss USA 2012. Như vậy, đây là ca khúc thứ hai của Pitbull được sử dụng trong một cuộc thi sắc đẹp, sau "Took My Love", một ca khúc trong album Planet Pit,  được chọn làm ca khúc chủ đề cho cuộc thi Miss America 2012.

## Danh sách ca khúc
- Tải kỹ thuật số

1. "I Like: The Remix" – 3:36

## Lịch sử phát hành
| Quốc gia | Ngày                | Định dạng       | Hãng đĩa                           |
| -------- | ------------------- | --------------- | ---------------------------------- |
| Mỹ       | 30 tháng 1 năm 2012 | Tải kỹ thuật số | Polo Grounds, Mr. 305, RCA Records |